# Maderas
Maderas je s výškou 1394 m n. m. menší ze dvou sopek na ostrově Ometepe, který leží na jezeře Nikaragua ve stejnojmenném státě Nikaragui. Na rozdíl od druhé z těchto sopek, Concepción, Maderas nebyla v historických dobách aktivní. Její kráter je vyplněný malým jezerem nazvaným Laguna de Maderas.
Na úpatí sopky jsou kávovníkové plantáže, kousek výš roste tropický deštný les a okolí sopky je nalezištěm petroglyfů.
Výstup je možný pouze pěšky a trvá 8 hodin.